# 136先生
136先生（日語：136さん／イサムさん Isamu-san，英語：IsAM）是普通的日本上班族，興趣使然的業餘怪談朗讀家，自2005年11月21日開始網路廣播節目，先後於FC2 ねとじら、Niconico、等平台進行直播，於2015年開設Youtube頻道「怖い話 怪談 朗読 （页面存档备份，存于）」並將活動逐漸轉移至此。累計朗讀作品6,500篇以上，為日本知名的網路怪談朗讀家、Youtuber，並影響許多創作者投身怪談創作的行列中。

## 作品風格
- 早期是快節奏的播報員風格。近來著重於自然、穩定的朗讀節奏，控制斷句的間隔，注意語調細微的抑揚頓挫等。
- 「初見一発読み」：基本上是以即時、一鏡到底的方式進行朗讀。有時會不小心吃螺絲。(生配信)[5]
- 對原作的氛圍有充分的理解，快速、準確地掌握角色的設定，調整口吻。[6]
- 因其舒服的低音聲質、娓娓道來的朗讀特色，為日本著名作家、漫畫家的御用作業BGM而聞名，在「進擊的巨人」作者－諫山創先生的部落格中也有相關介紹。[7][8]

## 現在活動模式
在Youtube頻道發表錄製作品、線上直播(生配信)、會員限定直播。
- 早期作品
  - Youtube頻道早期會由頻道管理人－彼岸先生切割136先生早年的直播錄音為個別故事上傳。

- 録音作品
  - 136先生會不定時錄製新的作品，交由彼岸先生後製，上傳頻道。

- 線上直播(生配信)
  - 不定期，每次3小時左右。以雜談與怪談即時朗讀交錯的方式進行。

- 會員限定直播
  - 不定期。
  - 內容不定。

- 網站「特選怖い話」有136先生的錄音作品特區「録音ファイル136Hz」存有初期至今的錄音原檔。

## 朗讀内容
- 接受聽眾的投稿，並隨機選擇篇章於直播或錄音方式朗讀。
- 朗讀過許多如：師匠系列、夜行堂奇譚、篠宮神社系列、なつのさん系列等日本知名怪談作品。
- 個人頻道「IsAM 136」
  - 136先生個人的頻道。
  - 怪談之外，以遊戲實況為主的頻道

## 經歷
2000年代
- 2005年11月21日，開始網路廣播節目。[9]

2015年
- 03月21日，創設Youtube頻道「怖い話 怪談 朗読」。[10]

2019年
- 09月29日，Youtube頻道「怖い話 怪談 朗読」訂閱者數突破5萬人。 [11]

2020年
- 02月8日，於日本廣島縣三次市舉行首場實體朗讀會「三次網路怪談・朗讀會 百物語」[12]
- 07月4日，136先生LINE貼圖發售。[13]

2021年
- 05月21日，Youtube頻道「怖い話 怪談 朗読」總播放數突破1億次。[14]
- 08月21日，Youtube頻道「怖い話 怪談 朗読」超級留言(SuperChat)收入排行榜到達世界40名內。[15]
- 09月18日，由日本竹書房出版社舉辦的「2021怪談最恐戰 朗讀部門」榮獲大獎。[16]
- 10月4日，Youtube頻道「怖い話 怪談 朗読」訂閱者數突破10萬人。[17]

## 外部連結
- 136先生的Twitter帳戶 （页面存档备份，存于）
- 「怖い話 怪談 朗読」頻道管理人－彼岸先生的Twitter帳戶 （页面存档备份，存于）
- Youtube頻道「怖い話 怪談 朗読」 （页面存档备份，存于）
- 136先生的Youtube個人頻道「IsAM 136」 （页面存档备份，存于）
- 特選怖い話-録音ファイル136Hz （页面存档备份，存于）
- 136氏のNiconico社群 （页面存档备份，存于）